# غومو (تيبت)
غومو (بالإنجليزية: Gomo, Tibet)‏ هي بلدية تقع في الصين في Gêrzê County. يقدر عدد سكانها بـ
- نسمة .